# Janusz Kalbarczyk
Janusz Kalbarczyk (ur. 13 czerwca 1910 w Warszawie, zm. 2 marca 1999 w Piastowie) – panczenista, architekt, olimpijczyk z Garmisch-Partenkirchen 1936.

## Kariera sportowa
Przez całą karierę zawodniczą (1929-1953) reprezentował warszawskie kluby m.in. (AZS Warszawa, Polonia Warszawa, Warszawianka, Legia Warszawa). Był wielokrotnym (62) mistrzem Polski na wszystkich dystansach oraz w wieloboju (1929, 1931, 1933, 1934, 1938, 1939, 1946–1951). Był również wielokrotnym rekordzistą Polski na dystansach: 500 m (9), 1000 m (3), 1500 m (6), 3000 m (8), 5000 m (5) i 10 000 m (4) oraz w wieloboju.
Czterokrotny uczestnik mistrzostw świata podczas których najlepsze (4) miejsce uzyskał w 1936 roku na dystansie 10000 m. Na tym dystansie był w drugiej połowie lat trzydziestych XX wieku jednym z najlepszych zawodników świata.
Na igrzyskach olimpijskich w 1936 roku zajął 12. miejsce w wyścigu na 5000 m i 9 w biegu na 10 000 m.

## Życie prywatne

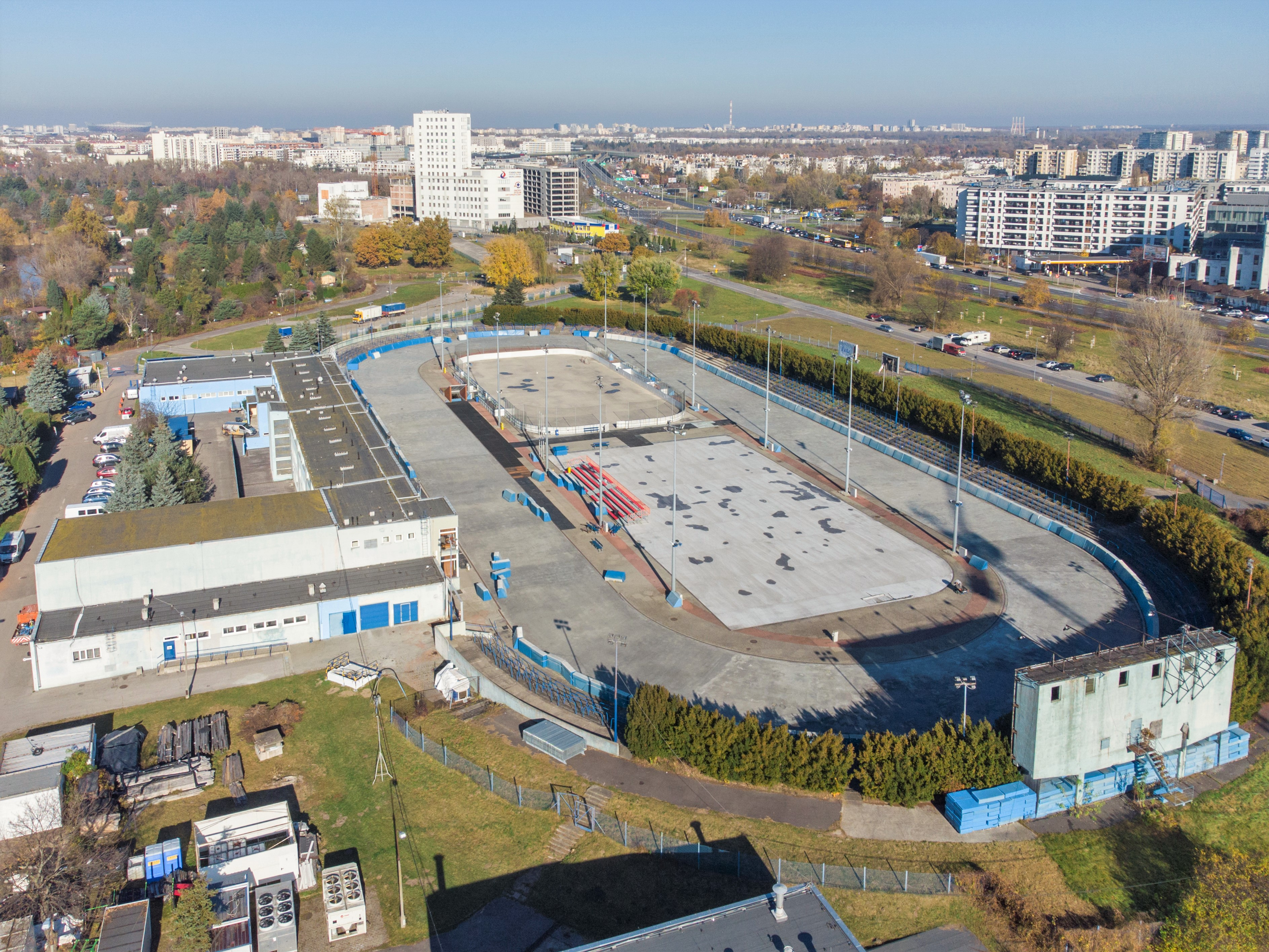
Tor "Stegny" w Warszawie projektu Janusza Kalbarczyka.

Uczestnik kampanii wrześniowej. Po wojnie wieloletni działacz sportowy. Projektant kościołów, budynków mieszkalnych i szkół oraz obiektów sportowych (m.in. stołecznego toru Stegny oraz toru kolarskiego Nowe Dynasy).